# Vipère
Vipère (Frans voor adder) was een vierdimensionale achtbaan welke gepland was om opgebouwd te worden in het Canadese attractiepark La Ronde. De achtbaan stond eerder in het Amerikaanse pretpark Six Flags Magic Mountain waar de baan "Green Lantern: First Flight" heette, vernoemd naar de superheld Green Lantern uit de strips van DC Comics.
Vipère is gebouwd door Intamin AG en is van het model ZacSpin Coaster. De baan werd in 2011 geopend in Six Flags Magic Mountain. In de zomer van 2017 werd de achtbaan onverwachts gesloten, maar het park gaf geen reden waarom de achtbaan gesloten werd. Magic Mountain maakte begin 2019 bekend de achtbaan op een later moment te verwijderen. Ook meldde ze geen plannen te hebben de achtbaan tussentijds nog te heropenen In augustus werd bekend wat er met de gesloten baan stond te gebeuren: De achtbaan zou verplaatst worden naar zusterpark La Ronde om daar in 2020 te heropenen als "Vipère" op de plaats van de achtbaan Super Manège. Door de coronacrisis lukte dit echter niet en in 2022 werd na het herbekijken van de langetermijnprojecten in La Ronde besloten de attractie helemaal niet meer te openen. Tijdens seizoen 2023 werden de al gestorte funderingen weer afgebroken en verdwenen de baandelen van het parkdomein.

## De rit
De rails van Vipère bevindt zich boven het station en ligt in één vlak. Na het station wordt de achtbaantrein met een verticale optakeling omhoog gebracht waarna de trein diverse afdalingen maakt. De twee sets van vier stoelen per achtbaantrein gaan tijdens deze afdalingen diverse keren over de kop.